# Guatteria blepharophylla
Guatteria blepharophylla Mart. – gatunek rośliny z rodziny flaszowcowatych (Annonaceae Juss.). Występuje naturalnie w Gujanie, Wenezueli, Peru oraz Brazylii (w stanach Amazonas, Pará, Rondônia, Roraima, Mato Grosso i Minas Gerais). 

## Morfologia
PokrójZimozielone drzewo dorastające do 14 m wysokości. Gałęzie są owłosione.
LiścieMają podłużny kształt. Mierzą 10–18 cm długości oraz 3–3,5 szerokości. Nasada liścia zbiega po ogonku. Liść na brzegu jest całobrzegi. Wierzchołek jest ostry. Ogonek liściowy jest owłosiony i dorasta do 2–4 mm długości.
KwiatySą pojedyncze lub zebrane w parach. Rozwijają się w kątach pędów. Działki kielicha mają owalny kształt i dorastają do 7 mm długości. Płatki mają owalnie lancetowaty kształt. Osiągają do 10–18 mm długości.

## Biologia i ekologia
Rośnie w wiecznie zielonych lasach. Występuje na terenach nizinnych.